# Batalla de Sables-d'Olonne (24 març 1793)

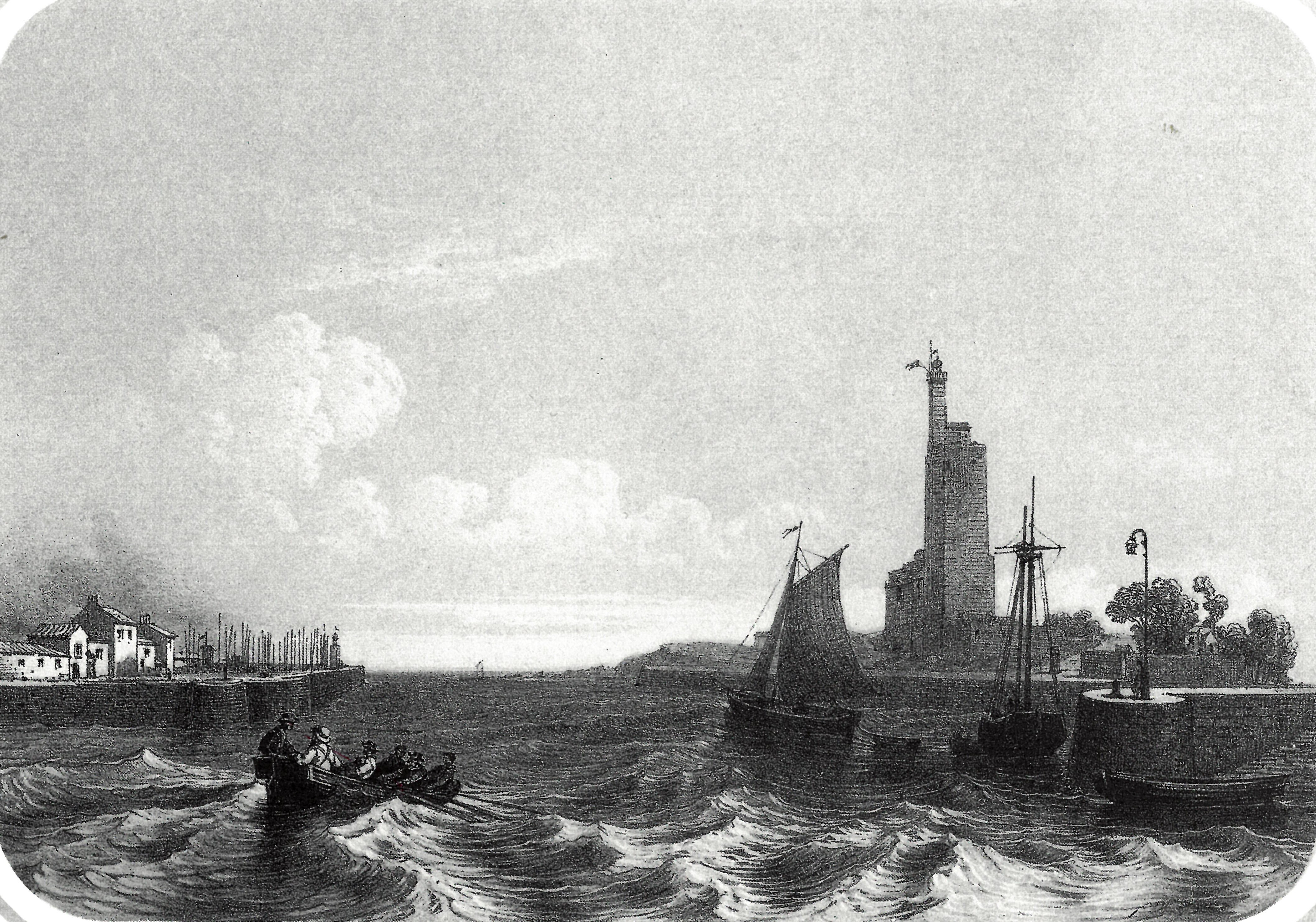
Vistes de Les Sables d'Olonne, gravat de Thomas Drake, vers 1850

La primera batalla de Sables-d'Olonne va tenir lloc el 24 de març de 1793 durant la Revolta de La Vendée.

## Preludi i forces en presència
A finals de març de 1793, nombroses ciutats costaneres van caure en mans dels insurgents de Vendée: Pornic, Bourgneuf-en-Retz, Bouin, Beauvoir-sur-Mer i Saint-Gilles-sur-Vie, els guàrdies nacionals dels quals van trobar refugi a Les Sables-d'Olonne. L'important port de Sables-d'Olonne era aleshores el nou objectiu dels insurgents de la Baixa-Vendée. Aquests últims eren comandats per Jean-Baptiste Joly, un antic sergent de l'exèrcit reial, que va establir el seu campament a La Mothe-Achard. Aquest últim es va proclamar "comandant general del camp prop de Les Sables" i va establir un comitè militar que incloïa el seu fill, Jean Ruchaud, Espinasseau, el cavaller du Chaffault, al capdavant dels insurgents d'Avrillé, Baulmer, al capdavant dels de Saint- Gervais, Chouppes, Dubois, el Chevalier Buor, du Fief, Pineau, el Chevalier de la Voyerie, William de Bulkeley, Jean Savin i Guerry du Cloudy. Joly aconsegueix federar les parròquies dels pantans bretons, les de la regió entre Les Sables i La Roche-sur-Yon, els insurrectes de Barbâtre, a l'illa de Noirmoutier, i fins i tot alguns municipis del Pays de Retz, com Legé i Saint-Étienne-de-Corcoué. Antic sergent del regiment de Flandes, s'esforça per donar una organització militar a les seves tropes, que estan dividides en tres columnes, elles mateixes dividides en companyies dirigides per capitans, sergents i caporals que han de portar una llista exacta de soldats. També posa en marxa un servei de postilló per transmetre comandes ràpidament. El nombre d'insurgents varia segons les estimacions: 3.000 segons C. Merland, 6.000 almenys segons Émile Gabory1, 10.000 segons Roger Dupuy o fins i tot 15.000 segons l'armador de Sablais André Collinet1. Un presoner entrevistat, anomenat Gabriel-Victor-Aimé Gouin, esmenta 5.500 homes. Un altre, anomenat André Bacaud, en dona 6.0007. Segons l'historiador Lionel Dumarcet, les xifres oscil·len entre 5.500 i 9.000.
Les Sables-d'Olonne van ser reforçades el 16 de març per 443 homes de l'Illa de Ré sota les ordres del comandant Jean-Simon Foucault. Els municipis d'Olonne-sur-Mer i Talmont també van enviar destacaments de guàrdies nacionals com a reforç. Segons l'historiador Émile Gabory, les Sables tenien llavors com a guarnició 500 guàrdies nacionals, 120 efectius de línia, 200 de cavalleria i 21 canons. L'historiador Lionel Dumarcet, però, dona xifres més importants: segons ell, les Sables van ser reforçades el 16 de març per 200 efectius de Luçon, 200 guàrdies nacionals de Saint-Michel-en-l'Herm, un batalló de 600 homes, guàrdia nacional de l'illa de Ré, 200 voluntaris de La Rochelle i 250 soldats del 110è regiment d'infanteria. El tinent i exalcalde de les Sables Joseph-Marie Gaudin va ser posat al capdavant del comandament general provisional, però el 19 de març va cedir el comandament militar a Foucault. La guàrdia nacional està a les ordres del capità Levêque. Totes les armes, fins i tot en ruïnes, van ser requisades per ordre de Gaudin. Una bateria, situada fora de la ciutat, es va desmuntar i establir a les principals avingudes. El servei de peces està encarregat a artillers mariners del port.

El 13 de març, els primers exploradors insurgents van ser denunciats als llocs avançats de Sablais. El 19 de març es va produir una primera alerta a la Gachère. El 21 de març, els patriotes van fer una sortida al passatge de la Grève contra un primer grup de rebels, que es van posar ràpidament en fuga.
La nit del 23 al 24 de març, un genet anomenat Jean Arnaud, de 19 anys i d'Aizenay, va ser enviat pels revoltats per lliurar una citació per tornar la ciutat.{a 1}, Però els patriotes llencen l'emissari a la presó -serà condemnat a mort l'abril del 52- i no envien cap resposta.

## Procés
El 24 de març, els revoltats assistiren a una missa a les sales de La Mothe-Achard, on els sacerdots repartien rosaris i sagrats cors brodats en llençols o pintats sobre papers que es portaven al pit. Després van marxar cap a Les Sables i van prendre posició a les 10 del matí a Pierre-Levée, a la carretera de Nantes, a quatre quilòmetres de la ciutat. Aleshores els patriotes van marxar de les Sables i la reunió va tenir lloc en un lloc anomenat La Venerie.
La lluita va començar, però després d'un tiroteig i algun foc d'artilleria, els republicans, superats en nombre, es van retirar cap a les Sables, seguits pels revoltats. Aquests últims intenten investir la ciutat al costat del convent, però ràpidament són rebutjats. Aleshores Joly dona l'ordre als seus artillers de disparar contra la ciutat, però les seves poques peces fan poc mal, a diferència dels canons republicans, més ben servits i de major calibre, que fan retrocedir els insurgents. Aquests últims, desanimats, renuncien a la lluita a la nit per tornar a casa seva.
Després de la seva victòria, Gaudin i Foucault envien una proclama als insurgents.{A 2.}

## Pèrdues
No es coneixen les pèrdues. Els Patriots perden dos canons en mal estat que van rebentar durant la lluita. Alguns insurgents també són fets presoners.